# Farfel

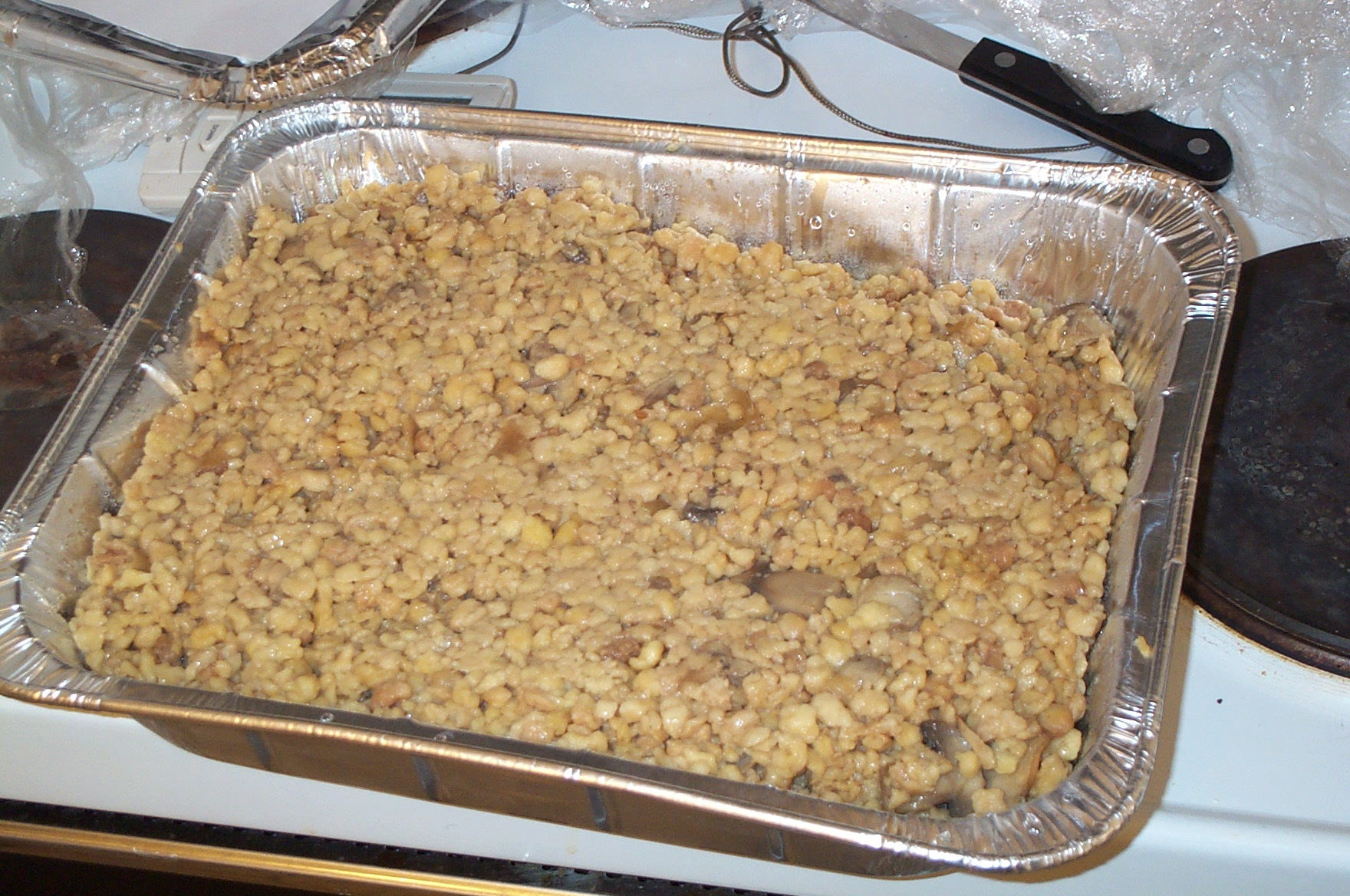
Farfel in Aluminiumschale

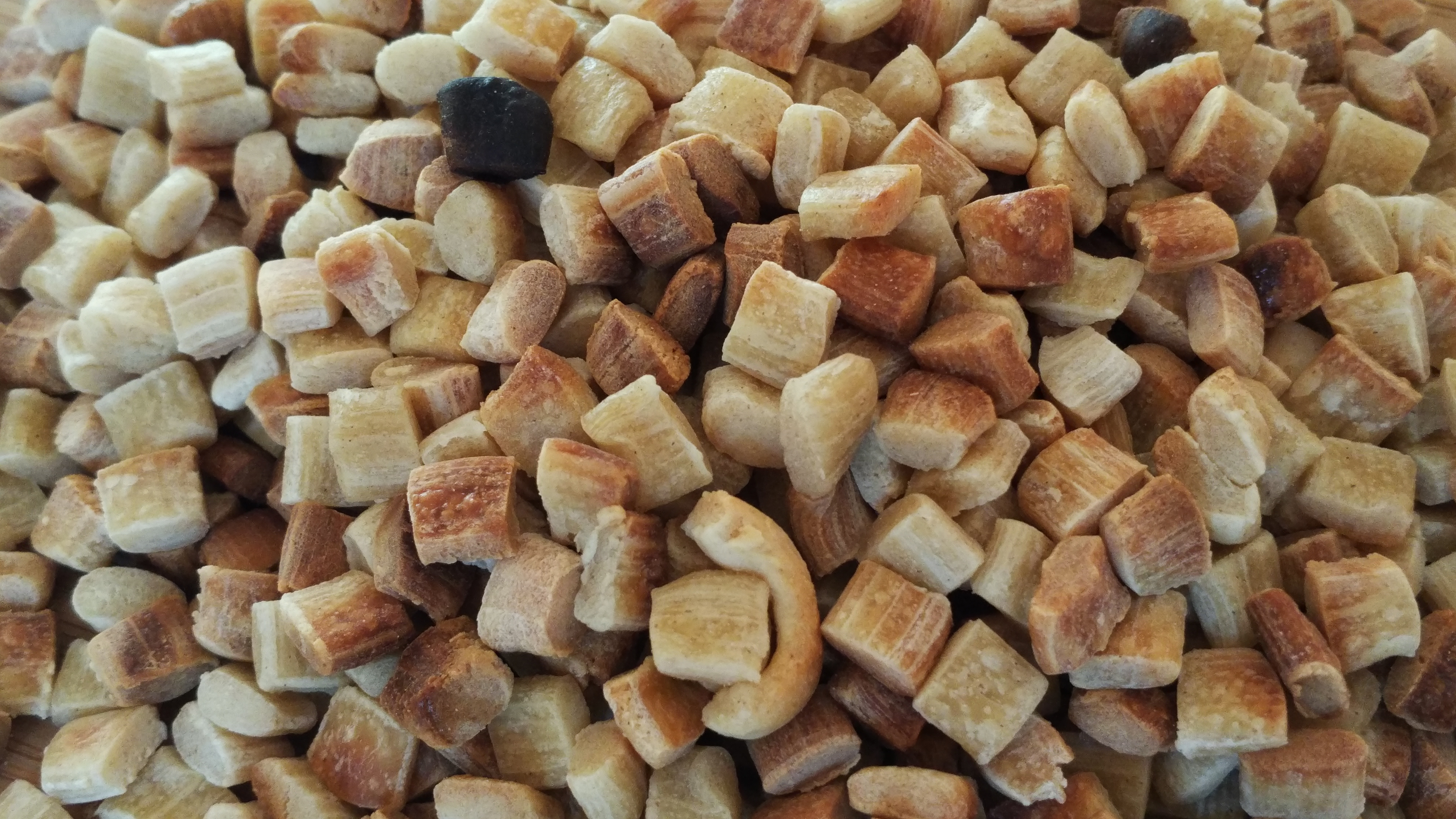
Ferfel

Farfel (in Österreich Farferl) ist eine traditionelle aschkenasische Nudelart, die als Suppeneinlage oder ähnlich wie Reis verwendet wird. Die kleinen Nudeln haben je nach Herstellungsart die Form von Gerstenkörnern oder Pellets und werden traditionell an Rosch Haschana als Einlage zu Hühnersuppe oder in einem Kugel serviert. Früher wurden Farfel aus bzw. mit Gerste hergestellt, die moderne Version enthält nur Weizen. Im Englischen werden sie aufgrund ihrer Form als barley farfel (Gersten-Farfel) bzw. aufgrund ihrer Herstellung als egg barley (Eiergerste) bezeichnet, auch um sie von den Matzen-Farfel zu unterscheiden, die an Pessach serviert werden.

## Wortgeschichte
Der Ursprung des Wortes Farfel ist deutsch, andere Bezeichnungen sind Eiergraupen, farfl, pfarvel. Zu Beginn des 14. Jahrhunderts bereiteten die Deutschen eine Suppe zu, die im Mittelhochdeutschen Varvelen genannt wurde und eine Art kleiner klumpigen Nudeln enthielt, was so viel wie „Suppe mit geriebenem Teig, mit gequirlten Eiern“ bedeutete. Deutsche Juden übernahmen den Begriff für die kleinen Teigkügelchen, der dann zum jiddischen „Farfel“ wurde. Der Name hat nichts mit der italienischen Pasta Farfalle (Schmetterlinge) zu tun. In Österreich werden die Nudeln auch Farferl genannt. Meint man in Wien mit Farferl allerdings ein unverständiges Mädchen, so kommt dies dennoch vom italienischen farfalla (Schmetterling) und farfarella (Koboldin). In Mittelfranken war der jiddische Begriff Farbel üblich (ein Reibeteig für Suppeneinlagen), der dem ostjiddischen Farfel entspricht; Ignaz Bernstein leitete das Wort vom deutschen Würfel ab.
Die erste Aufzeichnung des Wortes in englischer Sprache fand sich in Israel Zangwills Erzählung „Children of the Ghetto“ (1892) über jüdisches Leben in London, in der er „Ferfel“ erwähnte, die zersprengte Lokshen (jiddisch für lange Nudeln) sind. Im Laufe der Zeit wurde der Begriff Farfel auch für andere unregelmäßige Lebensmittelstücke verwendet, darunter die aschkenasische Version von Streusel und insbesondere für zerbröckelte Matze. Während raffinierte Eiernudeln in Deutschland beliebt wurden, wurde Farfel überwiegend zur polnischen und ukrainischen Standardnudel. Farfel wurden normalerweise während der warmen Jahreszeiten hergestellt und in loser Schüttung als Wintervorrat an der Luft getrocknet. Sie waren ein Grundnahrungsmittel, bis Mitte des 19. Jahrhunderts die Kartoffel sie verdrängte. Farfel kam sowohl am Sabbat als auch an Wochentagen auf den Tisch.

## Tradition und Legende
Einer chassidischen Legende zufolge aß Baal Shem Tov, der Gründer des Chassidismus, regelmäßig Eier-Farfel am Freitagabend, weil Farfel ähnlich klingt wie das jiddische Wort farfellen, was erledigt oder fertig bedeutet und somit können mit dieser Speise am Beginn des Sabbats alle Ereignisse der vergangenen Woche abgeschlossen werden. Viele Chassidim ahmen immer noch die Praxis nach, beim Freitagabendessen Farfel zu servieren. Das jiddische Wort farfellen bedeutet auch vereitelt, untergangen oder abgefallen, was Farfel damit zu einem angemessenen Essen für Rosch ha-Schana macht.
Die vielen kleinen Farfel an Rosch Haschana zu essen, symbolisiert Fruchtbarkeit und Reichtum, sowie den Wunsch, dass Missetaten „farfellen“ (jiddisch für verfallen), und wie die runde Form soll auch das kommende Jahr rundlaufen. Manche Familien sprechen beim Essen ihrer Rosch-Haschana-Farfel den Segen „Möge es dein Wille sein, Herr, unser Gott, Gott unserer Väter, dass alle unsere Feinde abgehalten werden.“

## Herstellung
Ursprünglich wurden Farfel durch Zerhacken des Mehl-Eier-Teigs mit einem Messer geformt, später wurde in einigen Gegenden der Teig zu einem Klotz oder zu großen Kugeln geformt, fest werden gelassen und dann auf einer groben Reibe geraspelt. Diese Form ähnelt Gerstenkörnern (Graupen), daher der deutsche Name Eiergraupen.
Eine andere Methode besteht darin, den flach ausgerollten Teig in Stangen zu schneiden und diese wiederum in kleine Pellets zu teilen, die einheitlicher sind. In jedem Fall werden die Farfel in einer Schicht ausgebreitet und vollständig getrocknet.

## Zubereitung und Varianten
Aus Mehl, Eiern, Butter und etwas Wasser oder Milch wird ein fester Teig geknetet, den man etwas trocknen lässt. Dann wird der Teigklumpen auf dem Reibeisen zu kleinen Klümpchen gerieben, die lose aufgestreut, wiederum getrocknet werden. Die Farfel können in heißer Butter kurz geröstet werden, bevor sie in die siedende Suppe gegeben werden, oder auch einfach so wie sie sind. In alten österreichischen Kochbüchern gab es auch Grieß-Farferl. Die beliebten Farfel werden während des Pessach aus zerbröckelten Matzen hergestellt, um das verbotene Chametz zu umgehen. Farfelach ist der Name einer traditionellen aschkenasischen Pessach-Süßigkeit aus Matza-Farfel und Honig, eine Leckerei, die auch als Farfel Ingberlach bekannt ist, da sie im Allgemeinen mit Ingwer gewürzt wurde.